# Saint-Germain-du-Plain
Saint-Germain-du-Plain település Franciaországban, Saône-et-Loire megyében. Lakosainak száma 2346 fő (2022. január 1.). Saint-Germain-du-Plain Saint-Christophe-en-Bresse, Marnay, Gigny-sur-Saône, Ormes, Baudrières, Saint-Étienne-en-Bresse és Ouroux-sur-Saône községekkel határos.

## Népesség
A település népessége az elmúlt években az alábbi módon változott:
| Lakosok száma | 2205 | 2237 | 2310 | 2290 | 2300 | 2310 | 2313 | 2329 | 2346 |
|               | 2013 | 2015 | 2016 | 2017 | 2018 | 2019 | 2020 | 2021 | 2022 |